# Суперсел
Суперсел (енгл. Supercell) је Финска компанија која се бави развојем видео игара за мобилне уређаје. Портфолио ове компаније основане 2010. године обухвата шест наслова: Хеј деј, Клеш оф кланс, Бум бич, Клеш ројал, Брол старс и Сквад Бастерс. Све игре су у основи бесплатне док приходе генеришу нудећи играчима додатне ресурсе кроз микро-трансакције у самим апликацијама.
Од јуна 2016, Суперсел је у већинском власништву кинеског Тенцента, који је купио 84% власништва за 8,6 милијарди долара. У том тренутку, Суперсел је имао 190 запослених.

## Њихова прича

### 2010.

#### Најбољи људи праве најбоље игре
Користили су ову једноставну реченицу да опишу нову врсту компаније за видео-игре која би ставила људе испред. Мислили су: ,,Шта ако би смо направили компанију за видео-игре на исти начин као што би смо направили професионални спортски тим?. По таквом мишљењу, примарна мисија би била да узму најталентованије људе за сваку позицију, направе најбоље окружење. То би била средина без бирократије. Место где су најбољи људи могли да највећи могући утицај и ништа не стоји на путу. Све остало, укључујући и финансијске циљеве, било би секундарна мисија.

#### Мале и независне ћелије (cells)
Схватили су да најбољи квалитет рада долази из малих тимова у којима је сваки члан страствен о томе шта ради. Често када екипе постану веће, процеси, бирократија и чак политика се појављују, а посао једноставно више није забаван. Зато су желели да створе организациони модел састављен од веома малим тимовима, или „ћелија”, како их зову. Суперсел је колекција оваквих ћелија. Свака игра долази из ћелије, а све оне раде веома независно и имају потпуну контролу над сопственим мапама пута. Њихов организациони модел је оптимизован за брзину и страст, не за контролу.

#### Игре које ће људи играти годинама
Многи од њих су били велики љубитељи игара као што је World Of Warcraft, који већина људи играју годинама, а не само неколико недеља или месеци. Сан им је био да се створи услуга игара са таквом дуговечношћу. И хтели су да их створе за најширу могућу групу људи. То ће бити игрице које готово свако може играти. Два кључна стуба око којих су желели да изградимо дуговечност би били играње и социјализовање. Веровали су у моћ једноставне, забавне игре. Многи од њих су чак и чезнули за златним данима компјутерских игара када игре су биле само о правој игри. А када је у питању социјална, само су мислили да ће игре бити забавније када се игра са пријатељима и другим људима.